# Biezenstraat

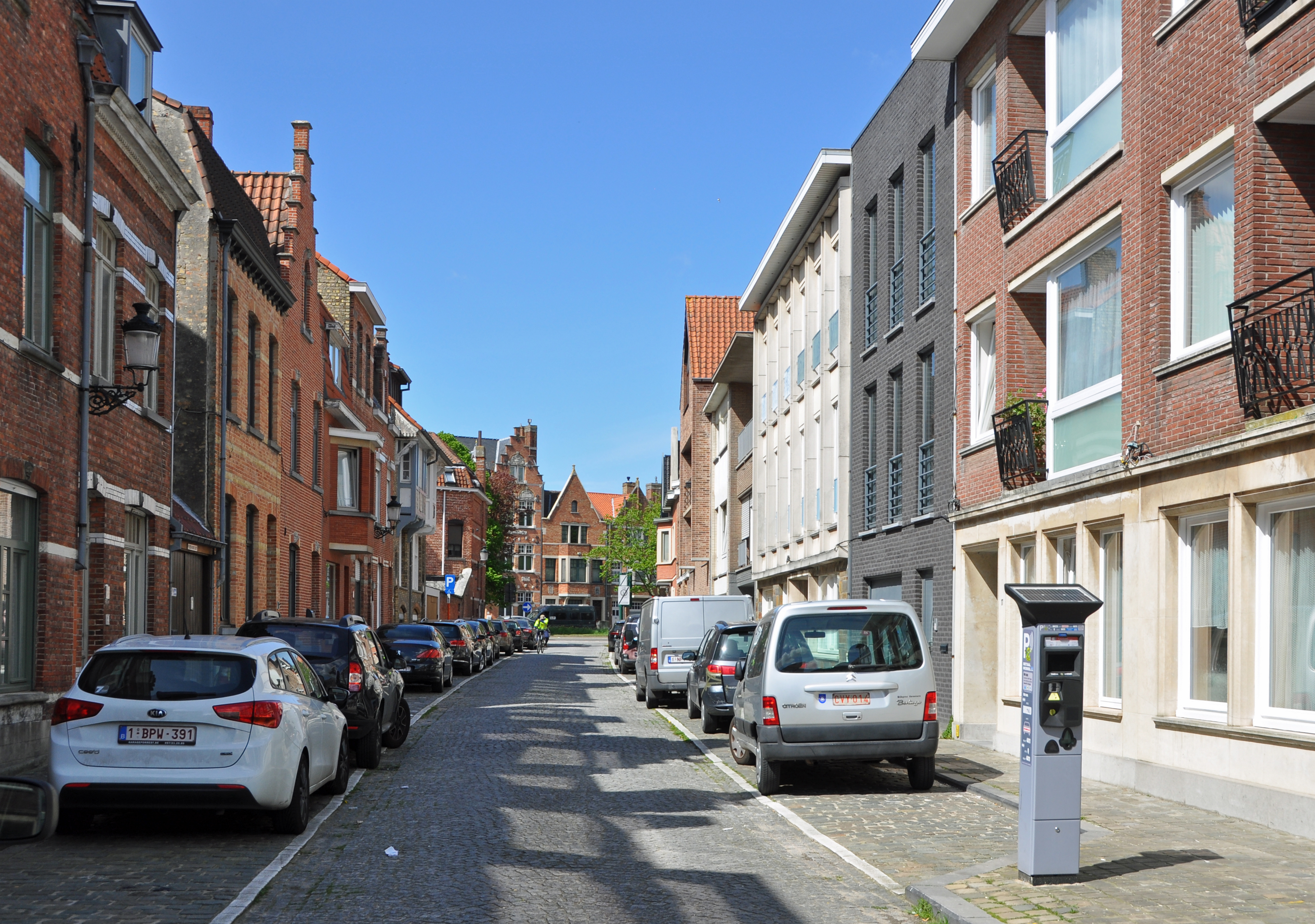
De Biezenstraat naar het noorden toe gezien

De Biezenstraat is een straat in het Ezelstraatkwartier in het historisch centrum van Brugge.

## Beschrijving
Hoewel reeds op het plan van Marcus Gerardus een onbenoemde, maar wel met muurtjes omzoomde straat aanwezig was is die later opgegaan in landerijen. De huidige straat werd in het begin van de 20ste eeuw aangelegd. Ze loopt van de Klaverstraat naar de Koningin Elisabethlaan.
In november 1907 werd de nieuwe straat bedacht met de naam 'Eikenboomstraat'. Wellicht deed iemand opmerken dat daar geen eiken stonden en er ook geen zouden komen, zodat de maand daarop de naam 'Biezenstraat' werd verkozen. Mogelijk tierden de biezen er nog welig of zo niet wilde een olijke stadsbestuurder met een knipoogje aanduiden dat men er 'van de klaveren naar de biezen' kon lopen.
De straat is bebouwd in de 20ste eeuw met enerzijds vrij homogene historiserende woningen en anderzijds met enkele typische 'modernistische' woningen uit de jaren dertig. In de straat is er ook de ingang naar het beschermde gebouw genaamd Heester van Gerard de Grote.
De Biezenstraat loopt van de Koningin Elisabethlaan naar de Klaverstraat.